# Fatih Solak
Fatih Solak, né le 25 juillet 1980 à Kayseri, en Turquie, est un joueur turc de basket-ball. Il évolue au poste de pivot.